# Cantón de Les Mées
El cantón de Les Mées era una división administrativa francesa que estaba situada en el departamento de Alpes de Alta Provenza y la región de Provenza-Alpes-Costa Azul.

## Composición
El cantón estaba formado por seis comunas:
- Entrevennes
- Le Castellet
- Les Mées
- Malijai
- Oraison
- Puimichel

## Supresión del cantón de Les Mées
En aplicación del Decreto n.º 2014-226 de 24 de febrero de 2014, el cantón de Les Mées fue suprimido el 22 de marzo de 2015 y sus 6 comunas pasaron a formar parte; tres del nuevo cantón de Riez, dos del nuevo cantón de Oraison y una del nuevo cantón de Digne-les-Bains-2.